# Nomen conservandum
A megőrzött név vagy nomen conservandum (latin kifejezés, melynek pontos jelentése „megőrzendő név”, többesszáma nomina conservanda) egy tudományos név, ami különleges nevezéktani védelmet élvez. A fogalmakat gyakran egymás helyettesítésére használják, ahogyan azt a Botanikai Nevezéktan Nemzetközi Kódexe is teszi, míg a Zoológiai Nevezéktan Nemzetközi Kódexe a „megőrzött név” kifejezést használja. A botanikai nevek megőrzésének folyamata eltér attól, amit a zoológiai neveknél alkalmaznak.

## Botanika
A Botanikai Nevezéktan Nemzetközi Kódexe (ICBN) nem tartalmazza a nomen conservandum fogalmának külön definícióját, de a szövege alapján ide tartozik „…bármely nemzetség, család vagy közepes rangú taxon név, amelyet helyes névként kell elfogadni a különleges rendelkezésnek (14. és 15. cikkely) megfelelően, máskülönben ellentétes a szabályokkal” (McVaugh et al., 1968). A megőrzés elvét időközben kibővítették a különleges nevekkel.
A botanikai nevezéktanban a megőrzés olyan nevezéktani eljárás, amit az ICBN 14. cikkelye szabályoz. A célja
„megelőzni a szabályok szigorú betartása, és főként az elsőbbség elve miatt bekövetkező előnytelen nevezéktani változásokat […]” (14.1 cikkely).
A megőrzés csak a család, nemzetség vagy faj rangú neveknél lehetséges. A név megőrzése mellett (14-es cikkely) az ICBN felkínálja a név elvetését, (56-os cikkely) egy többé nem használható nomen rejectum (nom. rej., elvetett név) létrehozásával. Az elvetés bármilyen rangú név esetén lehetséges.
A megőrzés korlátozódhat a név írásmódjára: Euonymus (nem Evonymus), Guaiacum (nem Guajacum), Hieronyma (nem Hyeronima vagy Hieronima), és így tovább (lásd ortografikus változat). A megőrzés vonatkozhat a név típusára, ezáltal javítva a név taxonhoz való illeszkedését.

### Eljárás
1. Az eljárás azzal kezdődik, hogy egy indítvány jelenik meg a (Nemzetközi Növénytaxonómiai Társaság által megjelentetett) Taxon című folyóiratban. Az indítvány eseteket mutat be a név megőrzése érdekében és ellenében. A kiadvány értesíti a téma iránt érdeklődőket, és lehetővé teszi, hogy ezzel kapcsolatos írásokat jelentessenek meg. A publikáció a hivatalos eljárás kezdete: hivatkozási pontként szolgál „a megfelelő bizottság által végzett vizsgálathoz”, és életbe lépteti a 14-es Ajánlás A.1 pontját (Rec14A.1). A kérdéses nevet (valamelyest) védi az Ajánlás („… a szerzőknek addig kell követniük az érvényben levő használatot, amíg lehetséges …”).
2. Az anyag áttekintése és az ügy megítélése után „a megfelelő Bizottság” döntést hoz a névhasználat ellenében („nem ajánlott”) vagy mellett („ajánlott”). Ezután az ügy a Főbizottsághoz kerül.
3. Az ügy főként ügyrendi szemszögből történő áttekintése után a Főbizottság döntést hoz a névhasználat ellenében („nem ajánlott”) vagy mellett („ajánlott”). Ezen a ponton a 14.14-es cikkely lép életbe. A 14.14-es cikkely mindenkit felhatalmaz a név használatára. Szükség esetén a név megjelenhet nyomtatásban a megfelelő Függelékben, de csak csillaggal megjelölve, ami arra utal, hogy bár a Botanikai Nevezéktan Nemzetközi Kódexe című könyvben jelent meg, nem része a Kódexnek.
4. A Főbizottság beszámol a Nemzetközi Botanikai Kongresszus Nevezéktani Részlegének arról, hogy (a típust és az írásmódot beleértve) mely neveket ajánlott megőrizni. Ezután a Div.III.1 alapján a Nevezéktani Részleg döntést hoz arról, hogy (a típust és az írásmódot beleértve) mely nevek legyenek elfogadottak a Kódexben. Ebben a fázisban de facto megszületik a döntés a Kódex módosításáról.
5. A  Nemzetközi Botanikai Kongresszus Plenáris Ülése megkapja „a Kongresszus Nevezéktani Részlege által hozott határozatot”. és de jure döntést hoz a Kódex módosításáról. A régi hagyomány miatt ez a lépés csak természetéből adódóan ünnepélyes.

Az idők folyamán különböző szabályok voltak a többségi döntéssel kapcsolatban. Azonban a Nevezéktani Részlegnek évtizedek óta 60%-os többségre van szüksége egy Kódexet érintő döntéshozatalhoz, és 1996 óta a Bizottság is ehhez hasonlóan jár el.

## Zoológia
A (nevezéktani kódexek egyike, az állatok neveit tartalmazó) Zoológiai Nevezéktan Nemzetközi Kódexe inkább a „megőrzött név” kifejezést használja a nomen conservandum helyett, nem hivatalosan viszont a kettő egymás helyettesítésére használható.
A Zoológiai Nevezéktan Nemzetközi Kódexe szójegyzékében az alábbi definíció található:
megőrzött név
Egy egyébként elérhetetlen vagy érvénytelen név, ami a Bizottság plenáris hatásköre által érvényes névvé válhat, az ezt gátló akadályok elhárulásával.
Ez a definíció jóval általánosabb a nomen protectumhoz kötődődnél, ami kimondottan egy fiatal szinonimát vagy homonimát jelölő megőrzött név, amit emiatt általában érvénytelennek tekintenek.
Az 1912-ben leírt Tyrannosaurus dinoszaurusznem példa egy olyan megőrzött névre, ami egyben nomen protectum is. Később a Manospondylust (melyet hivatalosan 1892-ben írtak le) a Tyrannosaurusszal megegyező (szinonim) nemnek találták. A szokásos szabályok szerint a Manospondylus elsőbbséget élvez, és normál esetben helyes név lenne, de a Nemzetközi Zoológiai Nomenklatúra Bizottság (ICZN) döntése értelmében a Tyrannosaurus név kapott elsőbbséget, és vált érvényessé, mivel ismertebb volt, a régi nevet pedig általában nem használták (lásd nomen oblitum).
Az ICZN eljárásának részletei eltérnek a botanikai ügyekre jellemzőktől, de az alapvető műveleti elvek, és a Bizottságnak áttekintés céljából benyújtott kérvények ugyanazok.

## Fordítás
- Ez a szócikk részben vagy egészben  a   Conserved name című angol Wikipédia-szócikk ezen változatának fordításán alapul.  Az eredeti cikk szerkesztőit annak laptörténete sorolja fel. Ez a jelzés csupán a megfogalmazás eredetét és a szerzői jogokat jelzi, nem szolgál a cikkben szereplő információk forrásmegjelöléseként.